# 渥太華鎮區 (明尼蘇達州勒蘇爾縣)
渥太華鎮區（英語：Ottawa Township）是位於美國明尼蘇達州勒蘇爾縣的一個行政鎮區。

## 地方資料
渥太華鎮區的面積為38.72平方千米，當中陸地面積為38.11平方千米，而水域面積為0.61平方千米。根據2020年美國人口普查的數據，當地共有人口287人，而人口密度為每平方千米7.41人。